# ホノリウス2世 (ローマ教皇)
ホノリウス2世（Honorius II, 1060年2月9日 - 1130年2月13日）は、第163代ローマ教皇（在位：1124年12月21日 - 1130年2月13日）。

## 生涯
出身はイタリアのイモラ。本名はランベルト・スカナベッキという。身分の低い家系の出自であるが、司教枢機卿を務めた。1124年12月14日に前教皇のカリストゥス2世が死去した後、教皇選挙ではテオバルト（対立教皇ケレスティヌス2世）が教皇に選出された。しかし貴族のフランジパニ家が選挙に異議を唱えた。そして自らが推すランベルトに教皇の祭服を着せて選出を強行し、ホノリウス2世と称させたのである。このため、ローマではしばらくの間、争乱と破壊が続いたという。
騒動が鎮静化すると、神聖ローマ皇帝であるハインリヒ5世没後の後継をめぐって争うコンラートとロタール3世の抗争に介入し、教皇は後者を支持した。また、創設されて間もないテンプル騎士団という軍事的修道会を承認した。
1130年2月13日、在位5年1か月と24日で死去。死後、ホノリウス2世と同じように後継争いが起こった。